# 土壤结构
土壤结构是指不同大小的土壤颗粒、团聚体和孔隙在空间上的有机组合形式。土壤结构决定了水、气、热和养分在土壤中的蓄存能力和传输能力，是土壤肥力的物质基础。但是土壤结构定量化一直是我们科学家面临的一个难题。至今，还常用形态特征定性地描述土壤结构，或者简化地用团聚体稳定性指标来表征土壤结构稳定性等。

## 形成
土壤剖面各发生层中不同类型结构体的形成，是土体长期经受物理、化学和生物作用的结果，其形成过程十分复杂。文献中叙述的结构形成主要是指土壤团聚体的形成，它大致通过两种途径实现。其一，单粒通过凝聚和复合等作用形成复粒，复粒进一步胶结形成团聚体)，这个团聚过程是可逆的；其二，大土块或土体经过各种外力的作用而崩解成不同大小的团聚体。干湿交替、冻融交替、根系压力和耕耘作用都可促进团聚体形成。单粒还可直接胶结形成其他结构体，这种结构体多较紧实，内部缺少孔隙，不同于团聚体。

### 干湿交替
湿土在干燥过程中，由于各种土壤物质不均匀的收缩压使土体形成不同大小的裂隙，并进入空气。待再湿润时，因土壤中各种物质的膨胀压的差异和土壤裂隙中闭塞空气溢出时的压力，使土块破裂成团聚体。干湿交替破裂土块的作用，因湿润前土壤含水量和土壤机械组成不同而异。湿润前土壤含水量越低，湿润时破裂土块的效果越好。质地粘重的土壤比质地较轻的土壤效果好。此外，它的作用还受土壤中有机质含量及交换性阳离子组成的影响。

### 冻融交替
土壤中的水在结冰时体积增大，产生胀压，促进土体分裂。结冰过程中由于土粒周围的水向冰晶移动，使土粒脱水而相互凝聚。融冻使土块崩裂成各种大小团聚体。解冻作用的效果取决于冻结时土壤含水量、结冰速度和土壤性质。土壤含水量较低时，处于细孔隙中的水难于结冰而融冻作用较差。当土壤水处于有效水范围内，由于它们能快速结冰而有利于团聚体形成。土壤容重越大，冻结的效果越差。

### 根系压力
植物根尖在土体中向前推进，使根区附近的土粒受到挤压而增强粒间引力。同时，根系在生长过程中交叉分割土体而形成很多裂面，一旦根系死亡，土体沿裂面崩解成各种大小的团聚体。

### 耕耘作用
通过机具耕耘可把密实土体切割成团聚体，疏松土壤。其效果取决于机具类型、土壤性质和耕耘时的土壤含水量。通常选择土壤耕作阻力小、不易被压实时的含水量进行耕作，此时的土壤含水量一般相当于田间持水量的60％一80％。增加耕作速度可使适宜耕作的含水量略为提高。重型机具行走可使土壤严重压实，称为“压板”，不利于作物扎根和出苗，雨水和灌溉水难以下渗，造成地面径流和水、肥流失。
此外，栖息在土壤中的动物，多有疏松土壤的作用，尤其是蚯蚓的活动，除每年可提供大量粪便作为优质团聚体外，还可增加很多通气孔隙，提高土壤的通气透水性能。

## 分类
根据形态、大小和特性等可区分土壤结构体的类型。在野外土壤调查中观察土壤剖面，应用最广的是形态分类，它最早是由苏联学者扎哈罗夫于1927年提出的，后经不少研究者补充修改。1951年美国农部土壤调查局在前人研究的基础上，提出了一个较为完整的土壤结构形态分类制，应用广泛。

### 形态分类

#### 块状结构
块状结构是指沿结构体中心的水平轴和垂直轴的长度大致相等，结构体界面平整，边角明显，界面间彼此可吻合；平界面中混有圆界面和圆边角的称亚角块状结构；结构体界面问不能吻合，孔隙少的小土粒称粒状结构；孔隙多的小土粒小土块称为团粒或团块状结构。

#### 棱柱状结构
沿结构体中心的水平轴比垂直铀短，结构体沿垂直线排列，边角垂直，顶部无圆头称棱柱状结构；顶部有圆头的称柱状结构。

#### 片状结构
沿结构体中心的水平轴比垂直轴长，结构体沿水平线排列。
在上述3大类型的基础上，再根据结构体的大小将其分成很细或很薄、细或薄、中等、组或厚、很粗或很厚5个等级。并按结构体稳定程度将其分为无结构、弱度、中度和强度4等。

### 大小分类
在农学上一般强调耕层土壤团聚体大小分类。直径大于10毫米的称土块；10—0.25毫米的称大团聚体；小于0.25毫米的称微团聚体，团聚体具有抵抗水破坏能力的称水稳性团聚体；抵抗机械力破坏的称力稳性团聚体。